# Tarnaszentmária megállóhely
Tarnaszentmária megállóhely egy megszűnt Heves vármegyei vasúti megállóhely, melyet a MÁV üzemeltetett Tarnaszentmária településen. A község belterületének északnyugati szélén helyezkedik el, közvetlenül a 2415-ös út vasúti keresztezése mellett.

## Vasútvonalak
A Kisterenye–Kál-Kápolna-vasútvonal egyik megállóhelye volt, személyvonat utoljára 2007. március 3-án érintette.

## Kapcsolódó állomások
A megállóhelyhez az alábbi állomások vannak a legközelebb:
- Kőkútpuszta megállóhely (Kisterenye vasútállomás, Kisterenye–Kál-Kápolna-vasútvonal)
- Verpelét megállóhely (Kál-Kápolna vasútállomás, Kisterenye–Kál-Kápolna-vasútvonal)